# シカゴ・オプション取引所
シカゴ・オプション取引所（英: Chicago Board Options Exchange, CBOE）は、シカゴにあるラセール・ストリート、南400番に位置する、アメリカ合衆国最大のオプション取引所で、 年間を通じて約1億2700万（2014年）の約定（売買取引）をされる取引所である。
CBOEでは、2,200を超える会社、22に昇る株価指数、140に及ぶETF（上場投資信託）を扱う取引をしている。 シカゴ商品取引所が1973年にシカゴ・オプション取引所を設立し、株式オプションの交換取引が初まったのは1973年4月26日となっている。 シカゴ商品取引所は125周年を迎え、 CBOEは証券取引委員会（SEC）によって規制され、Cboeグローバル・マーケッツ社によって所有されている。

## 主要指標
CBOE (他、国際オプション交換所)はこれに従いオプションを提供する:
- S&P 100 インデックス (OEX)
- ダウ平均株価 (DJX)
- ナスダック100指数 インデックス (NDX)
- ラッセル2000 インデックス (RUT)
- SPDR S&P 500 (SPY)
- ナスダック100指数トラスト (QQQ)
- ナスダック総合指数 (ONEQ)
- S&P ラテン・アメリカ40 (ILF)
- S&P 400(MDY, IJH, CBOEのシンボルではMID)
- コーヘン＆スティアーズ・リアリティ・メジャー・インデックス (ICF)
- ウィルシャー5000 (VTI)
- CBOEナスダック・ボラティリティ・インデックス (VXN)
- CBOEDJIAバイライト・インデックス
- CBOE S&P 500 2％OTM バイライト・インデックス（BXY)
- MSCI EMIF (EEM)
- MSCI EAFE (欧州、アジア、オーストラリア、東) (EFA)
- ダウ・ダイアモンド・信託 (DIA)
- チャイナ25 シンフア/FTSE インデックス (FXI)
- ブラジル・サンパウロ・ストック・エクスチェジ (EWZ)
- ビットコイン (XBT)

CBOEはVIX（CBOEボラティリティ指標）やBXM（CBOE、S＆P500 バイライト・インデックス）を計算し、各金融機関に発表する

## オプション
詳細はオプション取引を参照 オプションとはある目的物（原資産という）を、一定期間後の特定日（清算日）か、あるいは種類によってはそれ以前で条件が満たされた時点で権利を行使し、 特定の価格で買い付ける（又は売り付ける）ことのできる権利をいう。原資産を買う権利についてのオプションをコールオプション、売る権利についてのオプションをプットオプションと呼ぶ。 原資産が株式であれば株式オプション、金利であれば金利オプション、通貨であれば通貨オプションという。
オプション取引とは、このオプションという権利を売り・買いする取引のことを指す。オプションを取得する買い手はオプション料（プレミアム）をオプションの設定者（売り手）に支払い権利を収得する。 コールオプションを買った場合、原資産の市場価格が上がるほど利益は無制限に発生する可能性がある一方、市場価格が下がって買い手にとって不利となった場合は原資産を買う権利の行使を放棄できるため、 リスク（損失）は常に支払うオプション料に限定されている。オプションを設定する売り手は取引所が指定する一定量額（証拠金）を差し入れオプションを設定し、 これを販売することでオプション料（プレミアム）を買い手からあらかじめ受け取る。コールオプションの売り手は約定時点でプレミアムを受け取ることができ、 利益はこの受け取ったプレミアム限定される。一方、売り手は買い手の権利行使には必ず応じなければならず、リスク（損失）は無制限に発生する可能性（危険性）がある。 原資産の市場価格が差し入れた証拠金の額を超えた時点で追加証拠金の積み増し（追い証）か強制決済が求められることになる。逆にプットオプションの場合、原資産の市場価格が下がるほど買い手の利益となり、売り手の損失が大きくなる。

## VIX指数

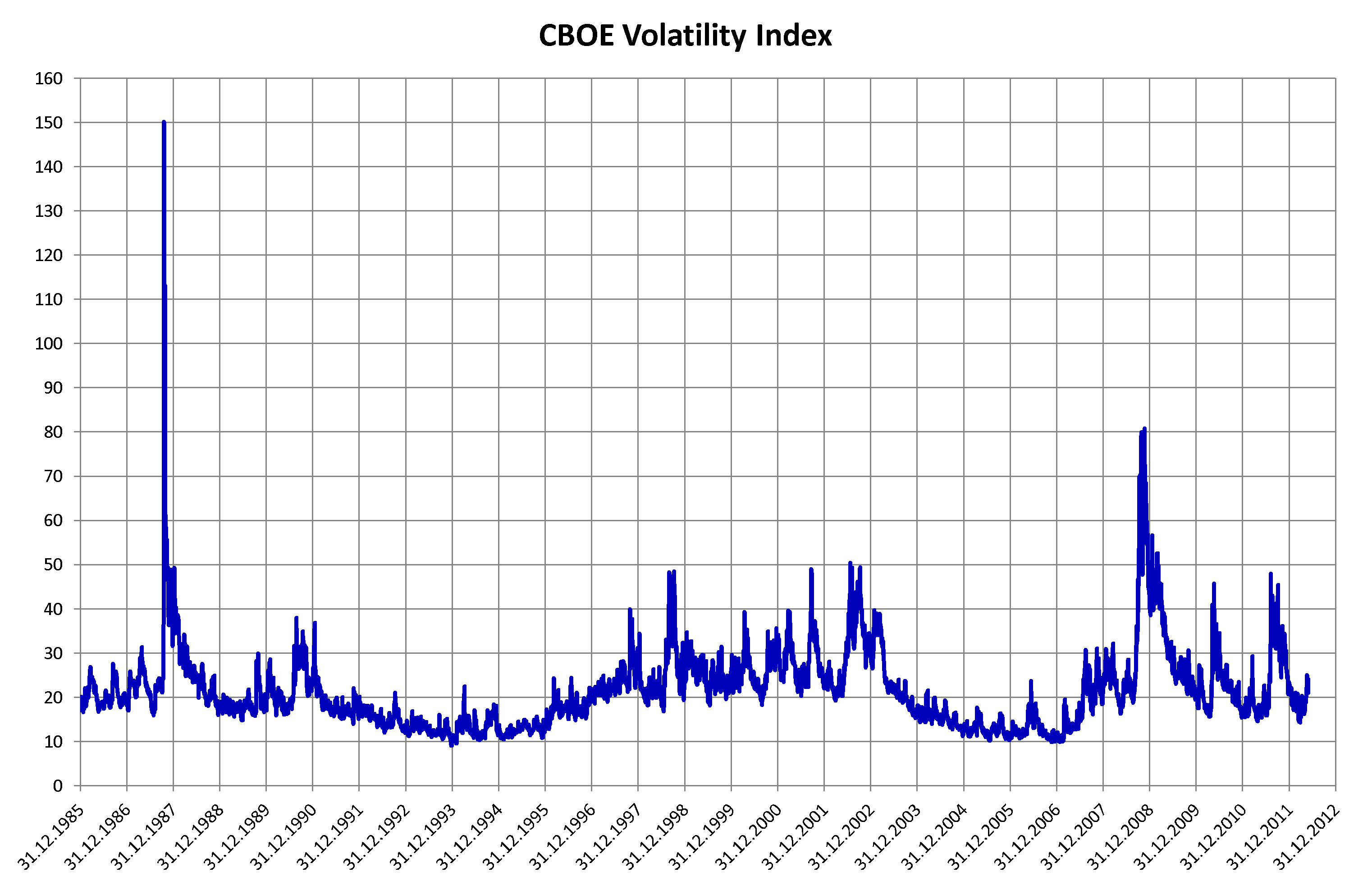
1985年～2012年のVIX指数

S&P 500を対象とするオプション取引の満期30日のインプライド・ボラティリティを元に算出し、1993年より公表しているボラティリティ指数。
VIX指数は今後30日間のS&P 500の予想変動範囲を表現していて、予想変動範囲(%) = {\displaystyle {\mbox{VIX}}/{\sqrt {12}}} である。 例えばVIX指数が18の場合は予想変動範囲が5.2%である。ただし現実にはS&P 500が下落する場合はVIXは上昇する傾向があり、VIXとS&P 500のパフォーマンスは負の相関関係にある。 その統計的傾向から俗に恐怖指数（きょうふしすう、英: fear index）とも呼ばれる。

## CBOEナスダック・ボラティリティ・インデックス
VXN指数とは、ナスダック版恐怖指数のことで、正式名はCboe NASDAQ-100 Volatility Index (VXN)。シカゴ・オプション取引所（CBOE）が算出・公表する。 米国を代表する株価指数の一つであるナスダック100指数（NASDAQ-100）のオプション取引価格から算出される指数で、米国の投資家心理や株式市場の不確実性を反映するように設計されている。 一般的に数値が高いほど投資家が相場の先行きに不透明感を持っているとされる。

## CBOE S&P 500 バイライト・インデックス
CBOES&P500ベンチマーク指標により、ポートフォリオの仮パフォーマンスを示すことができるものである。S&P500インデックスを”コール”するバイライト戦略に使われる指数である。 バイライトとは、投資家が株を買うのと同時にオプションの”コール”を書く（買う）事である。”コール”を書くことで、投資家が株価の上昇局面を進んで見合わせることが出来き、少額ながら追加の利益になる。 シンボルはBXM。

## CBOE S&P 500 2% OTM　バイライト・インデックス
CBOES&P 500 2% OTM（アウト・オブ・ザ・マネー） バイライト・インデックスは、S&P500バイライト・インデックスの変形指標である。 アウト・オブ・ザ・マネーとは、権利行使価格（行使価格）と原資産価格（市場価格）との関係において、オプションの買方が権利行使をした場合に「損失が発生する状態」であり、 通常、コール・オプションでは、行使価格が市場価格を上回る場合、またプット・オプションでは、行使価格が市場価格を下回る場合を指す。 シンボルはBXY。BXYは仮のポートフォリオの価値を、S&P500の株の中で、売り2％のアウト・オブ・ザ・マネーで覆う”コール”を買って投資するものである。 2％のアウト・オブ・ザ・マネーの小さなプレミアムが、アット・ザ・マネーの”コール”をしておくことによって、小さな緩衝物となって上昇局面を抑える役割をする。 アット・ザ・マネーとは、オプション取引で、市場価格と権利行使価格が等しい状態を指します。

## CBOEダウ・ジョーンズ平均バイライト・インデックス
ダウ・ジョーンズ工業指数平均により、ポートフォリオの仮のパフォーマンスを示すことが出来るものである。DJIA（DOW　JONES INDUSTRIAL　AVERAGE)を”コール”するバイライト戦略に使われる指数である。 シンボルはBXD

## 歴史
- 1973年-CBOEが創設され、オプションを取引する最初の市場となる。
- 1974年-新しいCBOEの取引所が開始されたーそれは主であるシカゴ商品取引所を新たに更新した”看板”と呼ばれた
- 1975年-CBOEはコンピューターでの価格付けを始める。CBOEはオプション清算会社（Option Clearing Corporation）となる。全アメリカ合衆国のオプション取引の工業交換所になる。
- 1977年-CBOEはオプションに”プット”を加えた。CBOEはミッドウエスト株式交換とオプションのビジネスの権利を取得。
- 1978年-CBOEはオーダー・サポート・システム（OSS)を導入することで、全自動注文取引や注文規制取引が出来るようになる。
- 1981年-CBOEはシカゴ商品取引所から向かいの通りに350,000㎡のビルを建設
- 1983年-CBOEはthe S&P 100® (OEX)、S&P 500® (SPX®)の2つの株式指標が出来る。
- 1984年-CBOEはシカゴ財政地区に現在のビルに主要機能を移転する。年間の取引量が100,000,000約定を超える。
- 1985年-CBOEはオプション・インスティートSMを設立、これは世界中のオプション取引をする投資家の育成、教育を目的とするものであった。小売り自動処理システム（RAES）を導入して、小口注文取引の促進をさせる。
- 1986年-CBOEは自動見積もりシステムを作成、見積もりシステムを促進させる。
- 1987年-CBOEは限定取引の為の電子本を導入する。注文等をより時間発注させるものであった。
- 1988年-CBOE15周年。
- 1989年-オプションの金利取引が始まる。
- 1990年-CBOEはLEAPS®を創り出した。有効期限3年で長期のポジションを投資家に提供する、長期資本先物証券となる。
- 1992年-オプションのセクター別、国際指標が始まる。
- 1993年-CBOEはボラティリティー指標であるVIXを始める。市場ボラティリティーの世界的なバロメーターとなる。CBOEは携帯用市場機器を導入。同時に好みに応じて取り換え可能な(FLEX®)オプションを開始。
- 1994年-オプションでナスダック100指標を導入、公共自動経路制御システム（PAR)、パソコンでのタッチスクリーン交換取引を導入する。
- 1997年-CBOEはダウ・ジョーンズ工業平均SM（DJXSM）の商品を発表
- 1998年-CBOEは25周年を迎える
- 1999年-CBOEはROS（短時間交換システム）を導入。伝統的なオプション取引とは別に取引における時間の短縮を可能にする。
- 2001年-CBOEはCBOEディレクターを開発、電子的取引の拠点になるものであった。
- 2002年-S&P 500 BuyWrite Index (BXM)を開発、戦略基盤のオプション取引における、最初となる主要なベンチマークとなる。
- 2003年-CBOEは混合取引モデルを発明、単数オプション取引での複数要素を統合するモデルである。
- 2004年-CBOEは先物交換SM（CFE®）を開始。VIX指標に特徴となる取引。
- 2005年-CBOEは短期オプション（一週間で期限が切れる）を作成。投資家が市場での取引戦略をニュースやイベントを通じて取引を可能にした。週間SPXとOEXを発表。
- 2006年-VIXのオプションを開始。CBOEオプションで674,735,348約定の記録を創る（前年比44％超え）
- 2007年-CBOEはCFLEXSMを導入。FLEXオプションの為の金利ベース取引システム。
- 2008年-年間取引量が1億約定を超えた最初の年。
- 2010年-CBOEは、公共取引会社へ切り替わる。CBOE国際市場となり、トレーディング場所にてIPO（株式公開）を祝う。C2SMにより全ての取引が電子交換取引になる。
- 2011年-SPXPM（電子S&P 500オプション）を発表
- 2012年-年間取引量がVIXは6番目、先物に関しては3番目の連続記録を達成。CBOEはコマンドSM（最先端テクノロジーを使った取引）を開始する。
- 2013年-欧州向け取引の為、ロンドンでの拠点を開設
- 2014年-VIX先物を24時間取引が可能となる。CBOEモバイルというアプリをリリース。CBOEはMSCI・インデックス・オプションをアメリカのみで権利を取得。CBOE国際市場の取引量が1.3億約定に到達。SPXオプション、VIXオプション、VIX先物でも新記録を樹立。
- 2015年- CBOEオプションは30周年、CBOEはロンドン株式交換グループ（LSEG）の権利取得をして、アメリカでのみLSEGがオーナーとなり、FTSEとラッセル・インデックス・オプションを開始。

SPXとVIXオプションにおいて国際取引時間における取引を開始。LIVEVOL株式会社を設立、オプション技術、分析、市場データサービスを開始。カーブグローバルにおいて少数の投資オーナーの為の金利デリバティブ（ロンドン株式交換所グループにおいて）をCBOEと主要銀行において開始。 CBOEのパートナーは、エンバイロメント・ファイナンシャル・プロダクトをアメリカ財政交換（AFX）において開始。小、中規模な銀行へ短期ファンドを電子市場において貸し出す。
- 2016年-CBOEはエリス・エクスチェンジとアメリカ基盤の先物交換グループにおいて株式持ち分を始める。（先物スワップにて）CBOEはVIXの夜間取引を普及させる。SPXオプションが年間での日平均が100万約定を始めて超す。
- 2017年-CBOEはバッツ国際市場を取得、CBOE国際市場は世界で最大の交換取引所の内の1つとしてビジネスをアメリカとヨーロッパにおいて拡大。資本、交換取引ファンド（ETFS)と国際外貨交換（FX）製品を取り扱う。

## オフィス
- シカゴ
- ニューヨーク
- サンフランシスコ
- トロント
- カンサス
- サラソータ
- エクアドル
- ロンドン
- アムステルダム
- ベルファスト
- 香港
- シンガポール[7]

## CBOEグローバル・マーケッツ
2010年3月11日にCBOEから、株式公開を得て発表した会社。ナスダック（NASDAQ)の株式交換を主な仕事としている。

## その他
- シカゴ・ボード・オブ・トレード・ビルディング
- オプション・クリアニング・コーポレーション
- バッツ・グローバル・マーケット
- VIX
- 証券取引委員会